# 三輪秀香
三輪 秀香（みわ ひでか、1985年3月18日 - ）は、元NHKのアナウンサー。

## 人物
三重県津市出身。高田高等学校を経て、早稲田大学教育学部を卒業後、2008年に入局。

## 嗜好・挿話
- 大学における卒業論文のテーマは「星の王子さま」だったという。
- 初任地長崎放送局では契約キャスター・佐藤なつみが長らく地上デジタル放送推進大使を務めていたが、期間満了で神戸放送局へ移籍したこともあり、2010年4月から任務を引き継いだ。しかしアナログ放送終了を目前にして、渡邊佐和子が全国放送のレギュラー担当となったことから、その後釜として2011年3月に福岡局へ転勤、地デジ大使の任務も残り少ないもののそれを引き継いだ。
- 2017年3月16日付で名古屋放送局へ異動になった[1]。
- 趣味は琴、旅行、華道（華道家元池坊皆伝）。
- 好きな食べ物は果物とチーズケーキ[2]。
- 好きな映画はマイ・フェア・レディ。
- 2021年10月より第二子妊娠の為産休中も2023年6月30日付で産休中のまま退職した。

## 過去の担当番組
長崎放送局時代（2008年度 - 2010年度）
- 長崎県のニュース・中継・リポート
- ながさき新紀行（旅人）
- NHK杯長崎県高等学校野球大会実況（2009年、2010年）
- 着信御礼!ケータイ大喜利（2008年12月7日、2009年12月6日、12月13日<収録>、2011年1月1日、2017年3月5日）
- 平成21年度NHKのど自慢チャンピオン大会 ホールインタビュアー（2010年3月6日）
- とことん"K-POP"・ボーイズ（2011年7月・8月　FM放送）
- NHKニュースおはよう日本（渡邊佐和子のキャスター代行・2011年8月13日、14日）

福岡放送局時代（2011年度 - 2012年度）
- 福岡県・九州沖縄のニュース
- ゆうどきネットワーク（「ゆうどきライブ」@大川市、2011年9月28日）
- NHKニュース＆ロンドンオリンピック（2012年7月28日 - 8月4日）
- NHKニュースおはよう日本（2012年9月18日から9月21日。鈴木奈穂子の夏休みに伴い、上條倫子が6:30 - 7:45枠のキャスター代行を務めたことによるキャスター代行）
- きん☆すた（MC、2011年4月8日 - 2013年3月1日）
- NHKニュースおはよう福岡・おはよう九州沖縄（総合テレビ、上野速人と交替で担当）

※この他、厳密には番組ではないものの地上テレビ・中波・FM各放送のコールサインのアナウンスも担当しただけでなく、アナログ放送終了啓発CM4種6パターンにも出演した。
東京アナウンス室時代（2013年度 - 2016年度）
- Shibuya Deep A（総合テレビ、2013年4月 - 9月）
- 地球アゴラ（BS1、2013年4月 - 2014年3月）
- 100分de名著『プラトン・饗宴』（Eテレ・ナレーション、2013年7月）
- 道徳ドキュメント 3代目ナレーション（2014年1月24日 - 2015年3月6日・あきらめたことをあきらめない 回から 男らしさ、女らしさって何? 回まで）
- 首都圏ネットワーク（橋本奈穂子のキャスター代行）（2014年8月18日 - 22日、2015年8月31日 - 9月4日）
- あさイチ（総合テレビ・リポーター、2014年4月 - 2017年3月15日）
- ファミリーヒストリー（総合テレビ・司会、2016年4月 - 2017年3月）
- サンドウィッチマンの天使のつくり笑い（ラジオ第1・進行、2016年4月 - 2017年3月）

名古屋放送局時代（2017年度 - 2020年8月）
- ほっとイブニング（福永美春のキャスター代行・2017年8月28日 - 9月1日）
- 東海北陸のニュース
- ラジオなぞかけ問答 こころ寿司（ラジオ第1）（看板娘（アンカー））（祝日午後（年4回程度放送））
- 東海ピックアップ（2017年4月 - 2020年8月）[3]

津放送局時代（2020年9月 - 2023年6月）
- まるっと!みえ（キャスター：2020年9月 - 2021年10月）
- 最後の○○〜日本のレッドデータ〜（BSプレミアム全国放送・名古屋局制作=出向出演）

## 同期のアナウンサー
※は地デジ大使。
- 魚住優※（中途採用）
- 片山千恵子※
- 寺門亜衣子
- 二宮直輝
- 狩野史長
- 小西政親（営業職からアナウンサー転身2004年入局）
- 早坂隆信